# Die Chance (1979)
Die Chance ist ein polnischer Spielfilm aus dem Jahr 1979.

## Handlung
An einem Gymnasium einer polnischen Provinzstadt beginnt der neue Sportlehrer Krzysztof Janota seine Arbeit. Das Fach Sport wurde an dieser Schule bislang nicht sehr gefördert. Doch der ehrgeizige Janota hat große Ziele. Er formt aus den Schülern eine Handballmannschaft, die durch seine Förderung schnell Erfolge hat und zum Stolz der Schule wird. Doch nicht sämtliche Schüler sind mit der neuen Situation an der Schule zufrieden. Das häufige Training nimmt den Schülern die Zeit für andere Aktivitäten. So muss ein musikalisch begabter Schüler seine Musikstunden absagen, um dem Wunsch des Sportlehrers zu entsprechen. Ein weiterer Schüler wird von Janota beauftragt, die anderen Schüler auszuspionieren. Als das alljährliche Schuljubiläum sich nähert, kommt es zum Konflikt zwischen dem Sportlehrer Janota und dem Geschichtslehrer Ejmont. Ejmont bereitet mit den Schülern eine Theateraufführung vor, doch die Schüler können oft nicht an den Proben teilnehmen, da sie zum Handballtraining bei Janota müssen. Der Schuldirektor entscheidet schließlich, dass an Stelle der Aufführung eine Spartakiade organisiert wird. Ejmont möchte dies jedoch nicht hinnehmen, findet im Lehrerkollegium jedoch keine Unterstützung. Als es schließlich bei einem Training zwischen Janota und einem Schüler zu Handgreiflichkeiten kommt, wendet sich das Blatt. Janota quälte den Jungen solange, bis er sich zu wehren begann. Als der Schüler erkennen muss, dass er sich gegen den Lehrer nicht durchsetzen kann, versucht er, Selbstmord zu begehen. Erst jetzt erkennt das Lehrerkollegium den falschen Ehrgeiz des Lehrers Janota. Seine Karriere ist damit beendet.

## Kritiken
„Eindringliche, unverblümte Abrechnung mit der rücksichtslosen Ausbeutung junger Menschen durch den Leistungssport, kompromißlos in ihrer Gesellschaftskritik.“

## Auszeichnungen
Jerzy Stuhr wurde 1979 auf dem Polnischen Filmfestival mit dem Preis für den besten Hauptdarsteller ausgezeichnet. Feliks Falk erhielt den Preis für das beste Drehbuch. 1980 nahm der Film am Internationalen Filmfestival von Locarno teil und erhielt eine lobende Erwähnung der Ökumenischen Jury.